# Sporting Challenger 2010
Lo Sporting Challenger 2010 è un torneo professionistico di tennis maschile giocato sulla terra rossa, che faceva parte dell'ATP Challenger Tour 2010. Si è giocato a Torino in Italia dal 28 giugno al 4 luglio 2010.

## Partecipanti

### Teste di serie
| Nazionalità | Giocatore            | Ranking* | Testa di serie |
| ----------- | -------------------- | -------- | -------------- |
| Italia      | Potito Starace       | 58       | 1              |
| Italia      | Andreas Seppi        | 69       | 2              |
| Kazakistan  | Andrej Golubev       | 81       | 3              |
| Russia      | Tejmuraz Gabašvili   | 84       | 4              |
| Portogallo  | Frederico Gil        | 89       | 5              |
| Spagna      | Daniel Gimeno Traver | 91       | 6              |
| Italia      | Paolo Lorenzi        | 96       | 7              |
| Brasile     | Thiago Alves         | 105      | 8              |

- Ranking al 21 giugno 2010.

### Altri partecipanti
Giocatori che hanno ricevuto una wild card:
- Flavio Cipolla
- Thomas Fabbiano
- Alessandro Giannessi
- Potito Starace

Giocatori passati dalle qualificazioni:
- Alberto Brizzi
- Gianluca Naso
- Pedro Sousa
- Matteo Viola
- Charles-Antoine Brézac (lucky loser)
- João Sousa (lucky loser)

## Campioni

### Singolare
Simone Bolelli ha battuto in finale  Potito Starace con il punteggio di 7–6(7), 6–2

### Doppio
Carlos Berlocq /  Frederico Gil hanno battuto in finale  Daniele Bracciali /  Potito Starace con il punteggio di 6–3, 7–6(5)